# Сходнево
Сходнево — село в Клявлинском районе Самарской области в составе сельского поселения Назаровка.

## География
Находится на расстоянии примерно 20 километров по прямой на северо-восток от районного центра железнодорожной станции Клявлино.

## История
Село упоминается с середины XIX века, когда в нем была построена каменная Троицкая церковь. В 1900 году в нем проживало 1722 человека, а в 1910 году уже 1997 человек. В селе находилось волостное правление, земская станция и 2 маслобойных завода. 

## Население
Постоянное население составляло 102 человека (русские 99%) в 2002 году, 63 в 2010 году.

## Достопримечательности
Руины Троицкой церкви ,.